# Kreisgericht Weimar (Großherzogtum Sachsen-Weimar-Eisenach)
Das Kreisgericht Weimar war vom 1. Juli 1850 bis 1879 ein Mittelgericht im Großherzogtum Sachsen-Weimar-Eisenach mit Sitz in Weimar.

## Geschichte
Im Zuge der 1850 im Großherzogtum Sachsen-Weimar-Eisenach erfolgten Trennung der Rechtsprechung von der Verwaltung und der zeitgleichen Aufhebung der Patrimonialgerichtsbarkeit wurden Justizämter und Stadtgerichte als Eingangsgerichte geschaffen. Als Mittelgerichte wurden Kreisgerichte neu eingerichtet. Deren Aufgaben waren im Gesetz über die Zuständigkeit der Gerichte geregelt. Als Kreisgericht der Residenzstadt hatte das Kreisgericht Weimar die besondere Aufgabe, Eingangsgericht in bürgerlichen Sachen zu sein, die gegen den regierenden Großherzog, seine Familie und Mitglieder anderer regierender Fürsten gerichtet waren. Ebenfalls nur in Weimar konnten Aufgebotsverfahren bei verlorenen Staatsschuld-Urkunden betrieben werden.
Dem Kreisgericht Weimar waren das Stadtgericht Weimar, das Militärgericht Weimar und die Justizämter Apolda, Berka an der Ilm, Blankenhain, Bürgel, Buttstädt, Dornburg, Großrudestedt, Jena, Vieselbach und Weimar nachgeordnet. Das Kreisgericht Weimar war dem gemeinsamen Appellationsgericht Eisenach nachgeordnet.

## Auflösung
Mit Inkrafttreten des Gerichtsverfassungsgesetzes am 1. Oktober 1879 wurde die Justizämter in Amtsgerichte, darunter das Amtsgericht Weimar umgewandelt. Die Kreisgerichte wurden aufgehoben. Die Aufgaben des Kreisgerichts Weimar übernahm das neu errichtete Landgericht Weimar. Dabei wurden die Gerichtsbezirke per Ministerial-Bekanntmachung festgelegt.